# Déznai Viktor
Déznai Viktor, született Ditrichstein Viktor (Arad, 1884. május 25. – Kolozsvár, 1968. december 1.) romániai magyar közíró, az urbanisztika kutatója.

## Életútja
Zsidó családba született. Egyetemi tanulmányait a budapesti egyetemen s a párizsi Sorbonne-on végezte mint francia nyelv és irodalom szakos tanár, a bölcsészet doktora, 1907-től a temesvári állami főreáliskola, 1919-től a zsidó líceum tanára s a munkásgimnázium igazgatója, 1948-tól 1950-ig a kolozsvári Babeș–Bolyai Tudományegyetemen egyidejűleg az urbanisztikai és városrendészeti tanszék tanára. 1958-ig az akadémia kolozsvári könyvtárában dolgozott.
Már a saját kiadásában megjelent disszertációja (A természetérzékről a XVII. század francia irodalmában, Budapest, 1907) sokoldalúságát tanúsította. Az első világháború előtt kezdte el várostudományi tanulmányait, s ez irányú kutatásainak 1912-ben az urbanológia nevet adta; ezt a kifejezést a külföldi szakirodalom is átvette, kiegészítve urbanisztikával, vagyis a várostudomány technikai alkalmazásával.
Behatóan tanulmányozta a föld alatti városépítés problémáját, s nemzetközi urbanisztikai kongresszusokon vett részt 1934-ben Lyonban, 1937-ben Párizsban. Tagja volt több európai és amerikai társulatnak; az 1930-as évektől kezdve több javaslatot tett (így a Genfi Egyetem J.-J. Rousseau Pedagógiai Intézetének is) szellemi olimpiászok rendezésére; a második világháború után kidolgozta egy nemzetközi és egy hazai városkutató intézet tervét, s állami megrendelésre megírta Kolozsvár urbanisztikai történetét.
Szaklapokban, köztük a román Urbanismul, a budapesti Városok Lapja, a párizsi La Vie Urbaine, a stuttgarti Zirkel és a genfi Oeuvres hasábjain öt nyelven jelent meg mintegy félszáz tanulmánya a várostudomány köréből, különös tekintettel a világ elvárosiasodásának, város és háború viszonyának s a hazai városok, így Bukarest, Temesvár, Kolozsvár fejlődésének kérdéseire. A Temesvári Hírlap, Független Újság, Kézirat, Ifjú Kelet, Korunk (mindkét folyam), Utunk, Tribuna, Contemporanul, Viața Economică munkatársa volt.

## Kötetei
- L'urbanisation du monde (Brüsszel, 1932)
- A D-terv (Gárdonyi Istvánnal, regény, Prager Könyvkiadó, Pozsony, 1938)
- A Szovjetunió, 1-2.; Az Orosz Könyv, Kolozsvár, 1946
- A városok általános osztályozásáról szóló feldolgozásai kéziratban maradtak, s könyvtárával, gyűjteményeivel, levelezésével együtt adományként az akadémia kolozsvári fiókjának könyvtárába kerültek.